# Love in Rewind
Love in Rewind (ro: Dragoste în reluare) este un cântec interpretat de Dino Merlin, care a compus și muzica și versurile acestuia și în care se vorbește despre povestea de viață a oamenilor de vârstă mijlocie. Piesa a reprezentat Bosnia și Herțegovina la Concursul Muzical Eurovision 2011 din Düsseldorf, Germania. S-a calificat de pe locul al cinciea în prima semifinală din 10 mai și s-a clasat pe locul 6 în finală. Dino Merlin a mai participat și la Eurovision 1999 într-un duet cu Béatrice Poulot, când a obținut locul 7.